# Aurélie Chazai
 (mars 2025).
Motif : sources de type publirédactionnel
- Archive Wikiwix
- Bing
- Cairn
- DuckDuckGo
- E. Universalis
- Gallica
- Google
- G. Books
- G. News
- G. Scholar
- Persée
- Qwant
- (zh) Baidu
- (ru) Yandex
- (wd) trouver des œuvres sur Wikidata

| 1. | Préciser le motif de la pose du bandeau. | Précisez le motif de la pose du bandeau en utilisant la syntaxe suivante : {{admissibilité à vérifier\|date=mai 2025\|motif=remplacez ce texte par le motif}}                       |
| 2. | Informer les utilisateurs concernés.     | Pensez à avertir le créateur de l'article, par exemple, en insérant le code ci-dessous sur sa page de discussion : {{subst:avertissement admissibilité à vérifier\|Aurélie Chazai}} |

 (mars 2025).
Aurélie Chazai est une avocate camerounaise inscrite aux barreaux du Cameroun et de Paris, reconnue pour son expertise en droit des affaires et son rôle dans le développement de l'environnement juridique en Afrique francophone.

## Biographie

### Débuts et formation
Aurélie Chazai est diplômée de l'Université Paris I Panthéon-Sorbonne, où elle a obtenu un Master 2 Recherche en Droit Financier ainsi qu'un Master 2 Professionnel en Droit des Affaires et Fiscalité. Elle détient également un Master 1 en Droit Fiscal et une Licence en Droit Privé de la même institution. Ces bases académiques lui ont permis de développer une expertise dans les domaines du droit financier, fiscal et des affaires ,.

### Vie associative
En tant que membre de l'Association des Juristes Camerounais de France (AJCF) et du club African Business Lawyers’ Club (ABLC), Aurélie Chazai milite pour une meilleure pratique des affaires en Afrique.

## Carrière
Avant de se lancer dans l'entrepreneuriat juridique, Aurélie Chazai a acquis une expérience professionnelle au sein de cabinets internationaux tels que Cleary Gottlieb Steen & Hamilton LLP, Ashurst LLP, Willkie Farr & Gallagher LLP, Herbert Smith Freehills LLP, Linklaters LLP, CMS Bureau Francis Lefebvre et Ernst & Young à Paris. Elle a également travaillé au sein du département droit boursier et financier d'AXA Investment Managers . Ces expériences lui ont permis d'intervenir sur des transactions complexes en Europe et en Afrique, notamment dans les pays membres de l'Organisation pour l'Harmonisation en Afrique du Droit des Affaires (OHADA), . En parallèle de sa carrière professionnelle, elle a été chargée d'enseignement en droit bancaire à l'Université de Cergy-Pontoise en France entre 2012 et 2013.

### Création de chazai wamba
En 2017, Aurélie Chazai décide de retourner au Cameroun pour mettre ses compétences au service de son pays natal . Avec Flora Wamba, elle fonde le cabinet d'avocats Chazai & Partners, aujourd'hui connu sous le nom de Chazai Wamba. Ce choix s'inscrit dans une vision afro-optimiste visant à proposer une offre juridique éthique et innovante dans un environnement souvent perçu comme difficile

## Publications
Outre sa carrière juridique, Aurélie est également auteure d'articles:
- Analyse des principales modifications de la Loi de Finances pour 2022 (Cameroun), Aurélie Chazai, Freddy Mooh Edinguele et Jean Baptiste Tsanga, Chazai & Partners, 16 février 2022
- Cadre réglementaire et juridique de l’investissement au Tchad, Aurélie Chazai, Paul Ariel Kombou et Aurélia Kamga Mafongo, Lexbase Afrique-Ohada, n°35 du 8 juillet 2020

- Les principales innovations de la loi de finances pour l’exercice 2020, Aurélie Chazai, Yann Solle, Chazai & Partners Newsletter n°02, janvier-mars 2020

- Implications juridiques de la réforme du secteur de la microfinance, Aurélie Chazai, Chazai & Partners, 15 mars 2019[2].